# Donnay (Calvados)
Pour les articles homonymes, voir Donnay.
Donnay est une commune française, située dans le département du Calvados en région Normandie, peuplée de 318 habitants.

## Géographie
Commune de Suisse normande, Donnay se situe à proximité de l'axe Bretteville-sur-Laize - Pont-d'Ouilly, à 8 km de Thury-Harcourt (chef-lieu de canton) et 30 km de Caen.

### Hydrographie
La commune est située dans le bassin Seine-Normandie. Elle est drainée par le ruisseau de la Vallée des Vaux, le ruisseau du Pont de Combray, le ruisseau de Bactot, le cours d'eau 01 des Forestiers, le fossé 02 de la Gouitière et le ruisseau de la Vieille Maison,,.

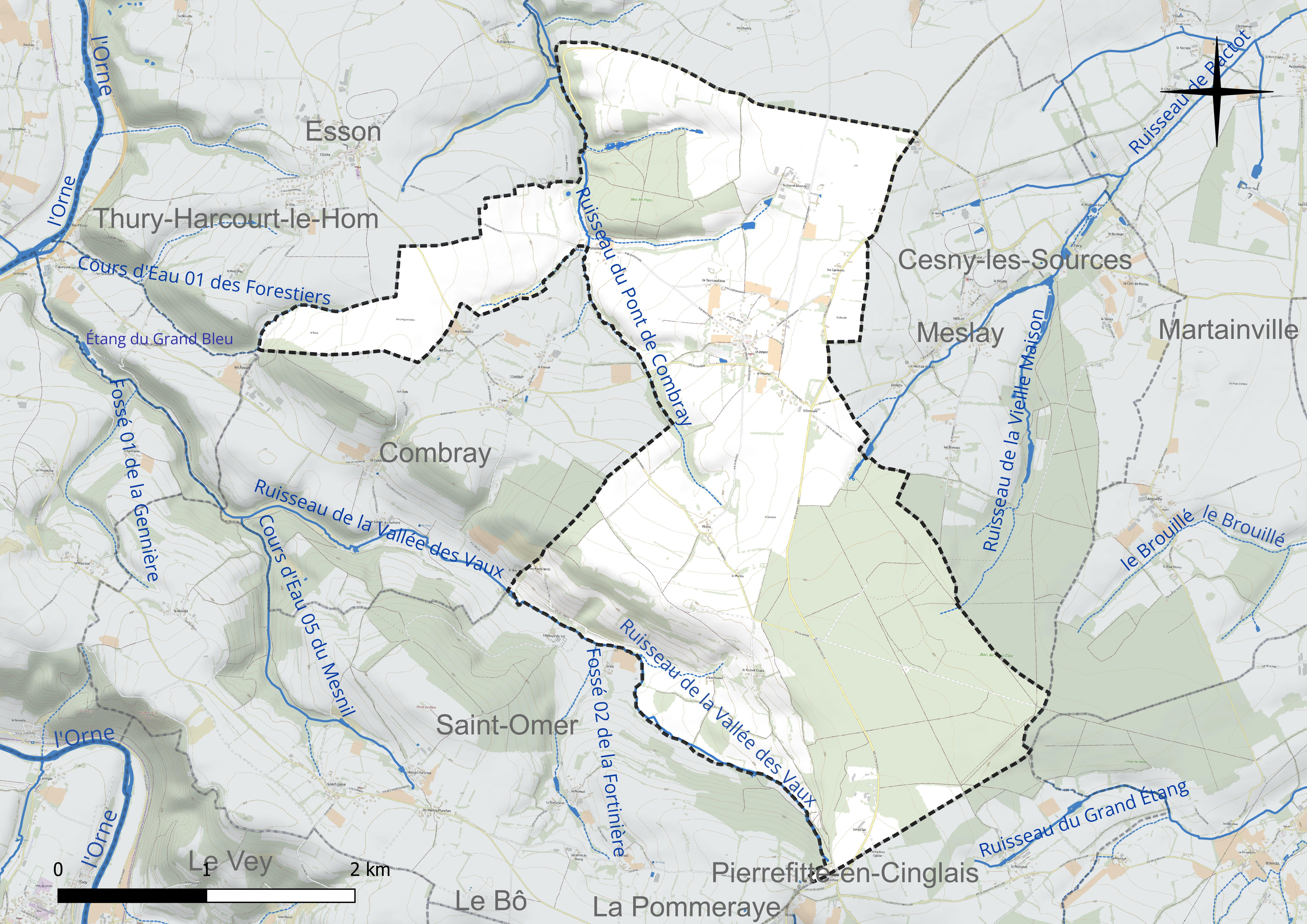
Réseau hydrographique de Donnay.

### Climat
Pour des articles plus généraux, voir Climat de la Normandie et Climat du Calvados.
En 2010, le climat de la commune est de type climat océanique franc, selon une étude du CNRS s'appuyant sur une série de données couvrant la période 1971-2000. En 2020, Météo-France publie une typologie des climats de la France métropolitaine dans laquelle la commune est exposée à un climat océanique et est dans la région climatique  Normandie (Cotentin, Orne), caractérisée par une pluviométrie relativement élevée (850 mm/a) et un été frais (15,5 °C) et venté. Parallèlement le GIEC normand, un groupe régional d'experts sur le climat, différencie quant à lui, dans une étude de 2020, trois grands types de climats pour la région Normandie, nuancés à une échelle plus fine par les facteurs géographiques locaux. La commune est, selon ce zonage, exposée à un « climat contrasté des collines », correspondant au Bocage normand, bien arrosé, voire très arrosé sur les reliefs les plus exposés au flux d'ouest, et frais en raison de l'altitude.
Pour la période 1971-2000, la température annuelle moyenne est de 10,1 °C, avec  une amplitude thermique annuelle de 12,9 °C. Le cumul annuel moyen de précipitations est de 891 mm, avec 13 jours de précipitations en janvier et 7,8 jours en juillet. Pour la période 1991-2020, la température moyenne annuelle observée sur la station météorologique la plus proche, située sur la commune de Fresney-le-Vieux à 6 km à vol d'oiseau, est de 10,8 °C et le cumul annuel moyen de précipitations est de 826,3 mm,. Pour l'avenir, les paramètres climatiques de la commune estimés pour 2050 selon différents scénarios d'émission de gaz à effet de serre sont consultables sur un site dédié publié par Météo-France en novembre 2022.

## Urbanisme

### Typologie
Au 1er janvier 2024, Donnay est catégorisée commune rurale à habitat dispersé, selon la nouvelle grille communale de densité à 7 niveaux définie par l'Insee en 2022.
Elle est située hors unité urbaine. Par ailleurs la commune fait partie de l'aire d'attraction de Caen, dont elle est une commune de la couronne,. Cette aire, qui regroupe 296 communes, est catégorisée dans les aires de 200 000 à moins de 700 000 habitants,.

### Occupation des sols
L'occupation des sols de la commune, telle qu'elle ressort de la base de données européenne d'occupation biophysique des sols Corine Land Cover (CLC), est marquée par l'importance des territoires agricoles (65,5 % en 2018), en diminution par rapport à 1990 (68,4 %). La répartition détaillée en 2018 est la suivante : 
terres arables (43,5 %), forêts (31,6 %), prairies (22 %), zones urbanisées (2,9 %). L'évolution de l'occupation des sols de la commune et de ses infrastructures peut être observée sur les différentes représentations cartographiques du territoire : la carte de Cassini (XVIIIe siècle), la carte d'état-major (1820-1866) et les cartes ou photos aériennes de l'IGN pour la période actuelle (1950 à aujourd'hui).

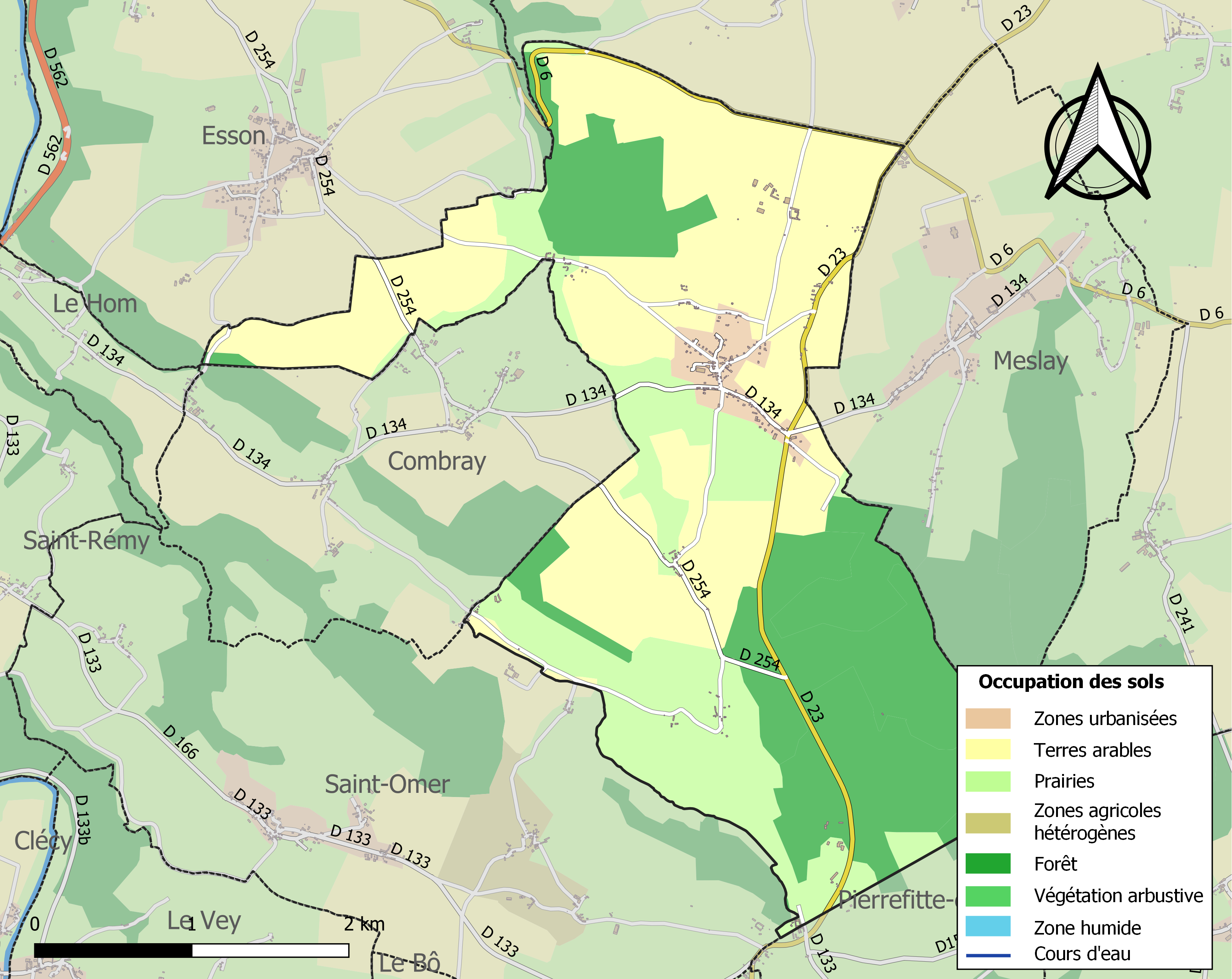
Carte des infrastructures et de l'occupation des sols de la commune en 2018 (CLC).

## Toponymie
Le nom de la localité est attesté sous la forme Donai vers l'an 1000; Dunaium en 1162; Donaium en 1252 ; Donney en 1311 ; Donnaium au XIVe siècle ; Donné en 1433.
Une incertitude demeure en ce qui concerne Donaiolum : s'agit-il de Donnay, opposé au « hameau de Grand Donnay », ou d'une mauvaise graphie pour le nom du village de Bonneuil, Bonaiolum?

## Histoire
Donnay a eu ses seigneurs particuliers, mais ils ont laissé peu de souvenirs. On trouve encore des traces du château de Donnay sous forme des anciens communs à travers un bâtiment appelé « pavillon de chasse ». Donnay fut un lieu de pèlerinage de 1885 à 1995 environ. En effet une grotte (représentation de celle de Lourdes) fut construite en 1885 par une châtelaine en l'honneur de son fils devenu curé.
De 1165 à 1629, Donnay appartenait à la famille de Clinchamps, seigneur à l'époque, qui dut faire construire l'église. Le clocher en forme de bulbe paraît remonter au XVe siècle.
En 1760, les seigneuries de Combray, Bonnœil, Angoville et Donnay ont été réunies.
On trouve les ruines d'un manoir du XVe démoli à l'époque de la Révolution. Les vestiges de jardin et d'accès d'architecture prestigieuse sont encore apparents. Le manoir fut habité par la famille Helie de Combray, une famille seigneuriale, puisque demeure encore le pigeonnier qu'elle était autorisée à posséder.

## Politique et administration

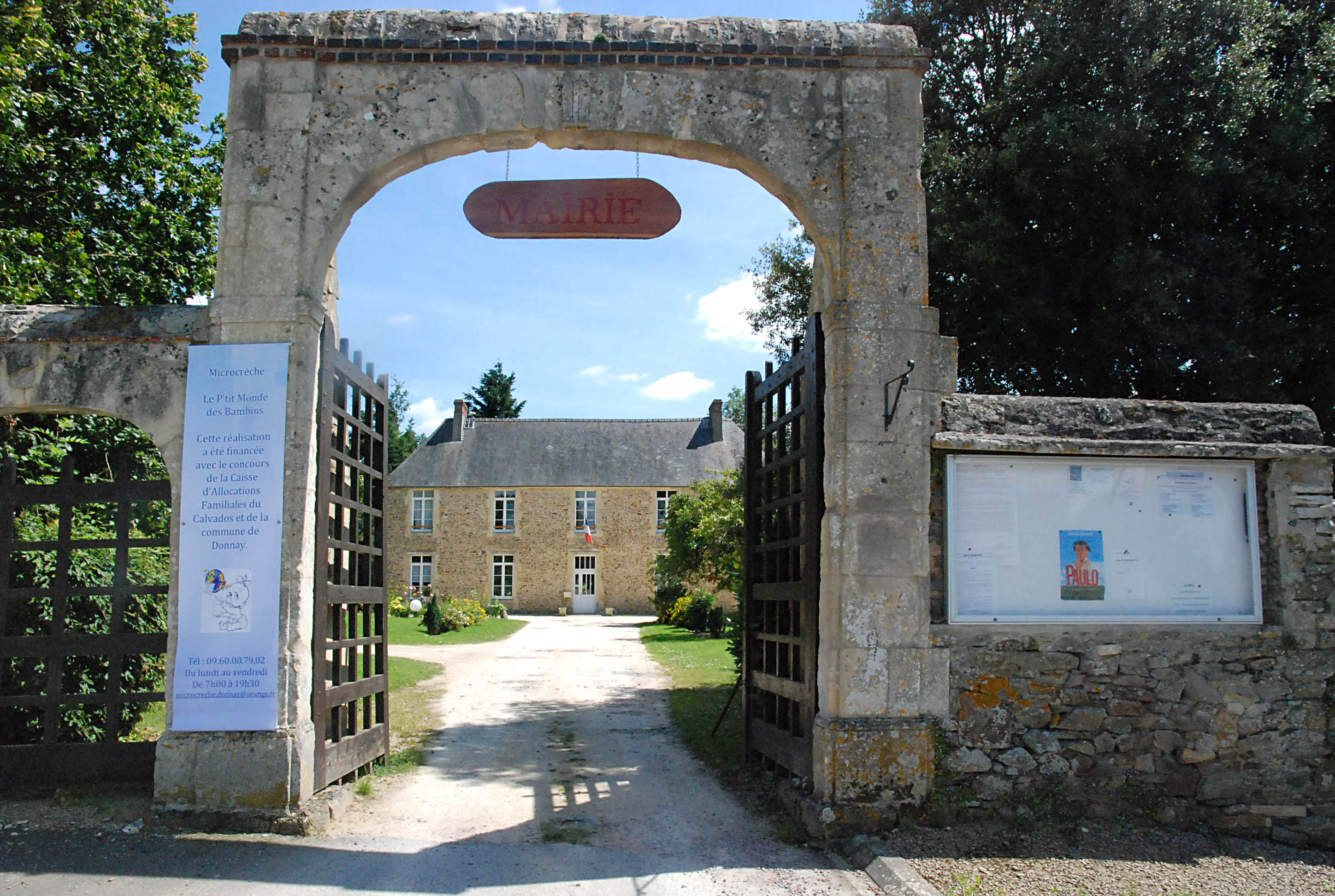
La mairie.

| Période                                  | Période   | Identité         | Étiquette | Qualité          |
| ---------------------------------------- | --------- | ---------------- | --------- | ---------------- |
| ?                                        | mars 2001 | Pierre Lebaudy   |           |                  |
| mars 2001                                | En cours  | Théophile Lecerf | PRG       | Agent commercial |
| Les données manquantes sont à compléter. |           |                  |           |                  |

## Démographie
L'évolution du nombre d'habitants est connue à travers les recensements de la population effectués dans la commune depuis 1793. Pour les communes de moins de 10 000 habitants, une enquête de recensement portant sur toute la population est réalisée tous les cinq ans, les populations de référence des années intermédiaires étant quant à elles estimées par interpolation ou extrapolation. Pour la commune, le premier recensement exhaustif entrant dans le cadre du nouveau dispositif a été réalisé en 2004.
En 2022, la commune comptait 318 habitants, en évolution de +18,66 % par rapport à 2016 (Calvados : +1,58 %, France hors Mayotte : +2,11 %).
| 1793 | 1800 | 1806 | 1821 | 1831 | 1836 | 1841 | 1846 | 1851 |
| ---- | ---- | ---- | ---- | ---- | ---- | ---- | ---- | ---- |
| 374  | 346  | 262  | 369  | 332  | 305  | 298  | 304  | 297  |

| 1856 | 1861 | 1866 | 1872 | 1876 | 1881 | 1886 | 1891 | 1896 |
| ---- | ---- | ---- | ---- | ---- | ---- | ---- | ---- | ---- |
| 282  | 294  | 276  | 272  | 264  | 265  | 263  | 249  | 266  |

| 1901 | 1906 | 1911 | 1921 | 1926 | 1931 | 1936 | 1946 | 1954 |
| ---- | ---- | ---- | ---- | ---- | ---- | ---- | ---- | ---- |
| 240  | 232  | 220  | 241  | 259  | 237  | 247  | 272  | 250  |

| 1962 | 1968 | 1975 | 1982 | 1990 | 1999 | 2004 | 2006 | 2009 |
| ---- | ---- | ---- | ---- | ---- | ---- | ---- | ---- | ---- |
| 216  | 200  | 169  | 172  | 177  | 190  | 195  | 189  | 182  |

| 2014 | 2019 | 2022 | - | - | - | - | - | - |
| ---- | ---- | ---- | - | - | - | - | - | - |
| 258  | 299  | 318  | - | - | - | - | - | - |

## Lieux et monuments
- Manoir de Donnay.
- Église Saint-Vigor de Donnay. Édifice du XIIe siècle presque entièrement reconstruit au XVIIe siècle.

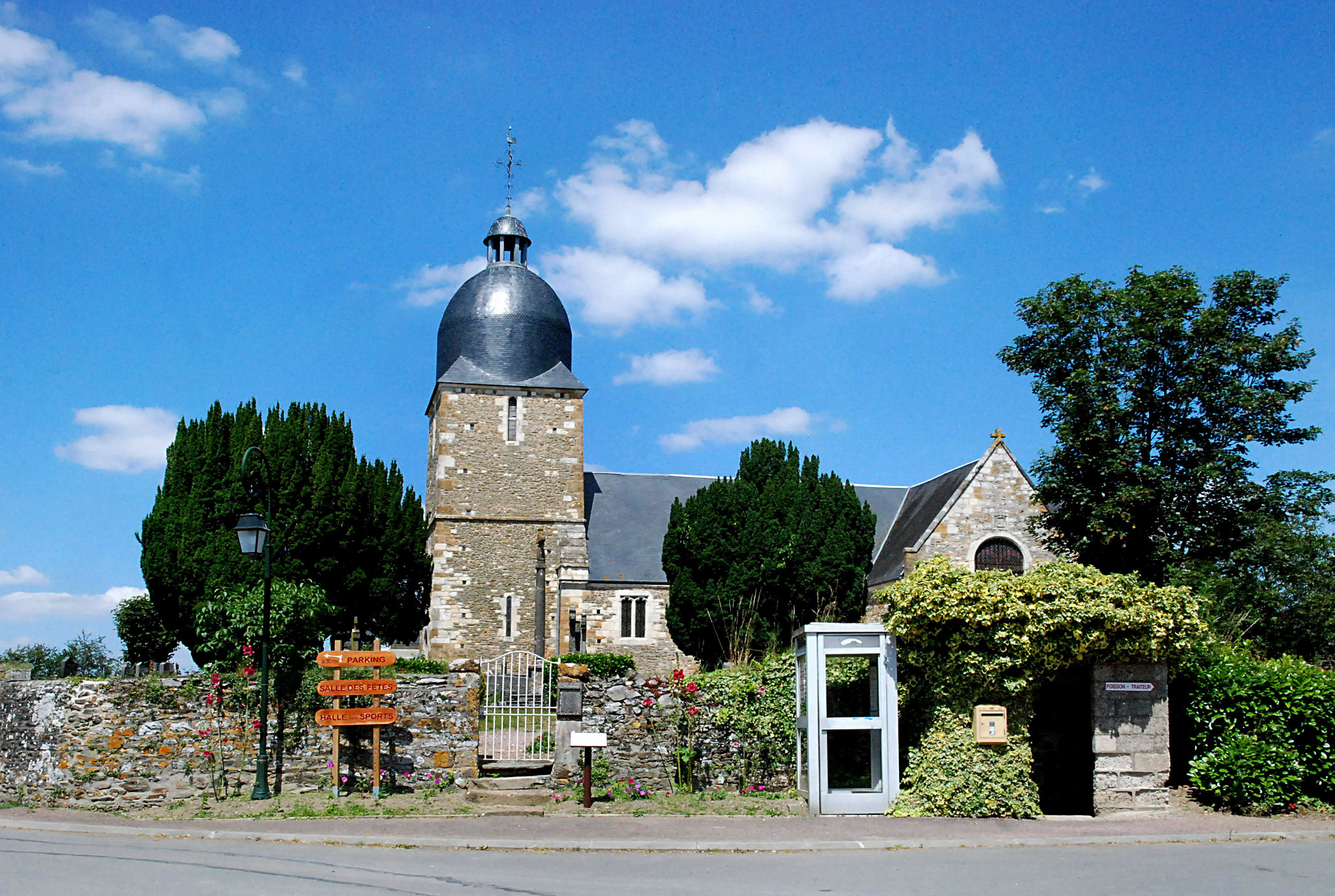
L'église Saint-Vigor. Vue sud.
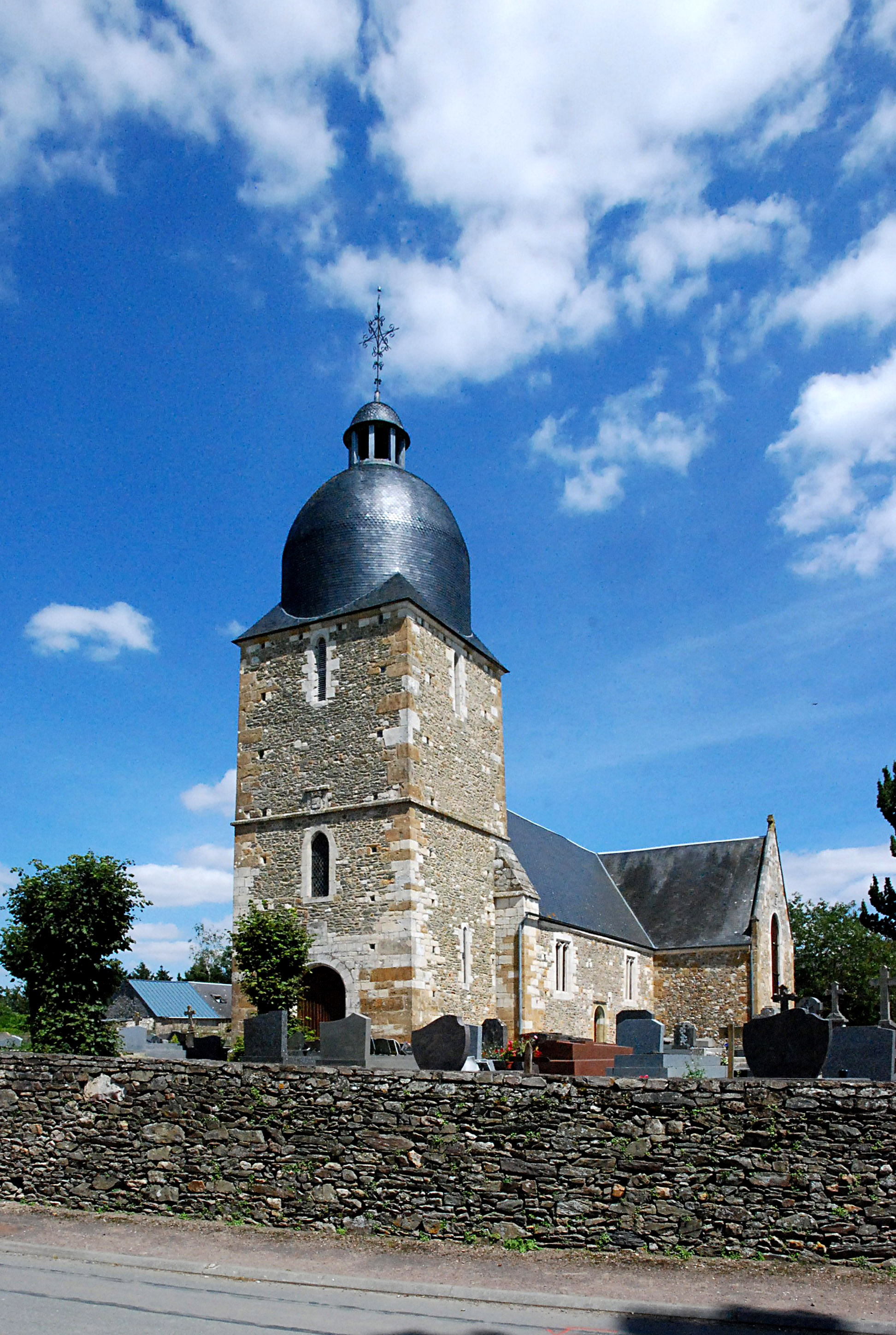
L'église Saint-Vigor. Vue sud-ouest.
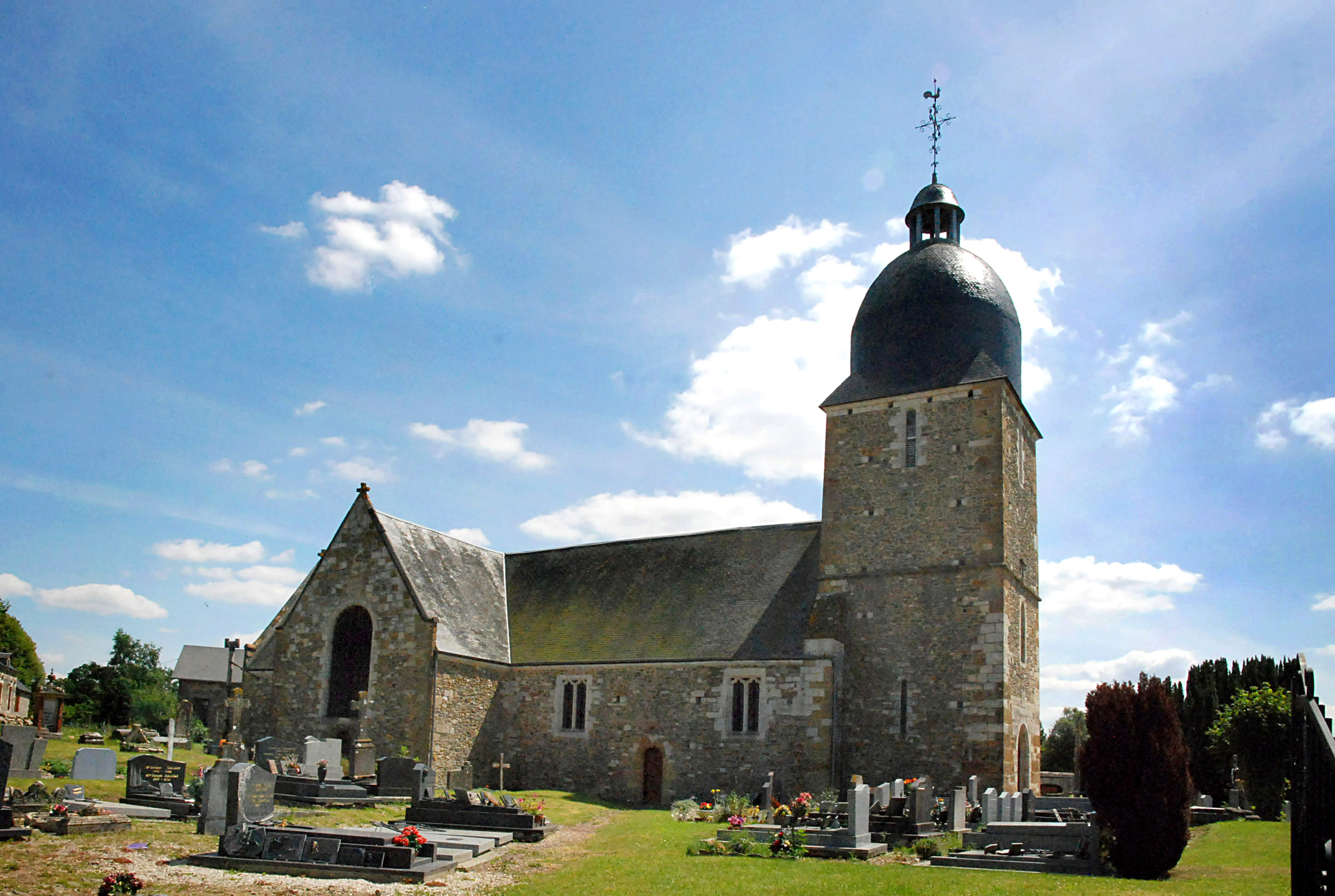
L'église Saint-Vigor. Vue nord-ouest.
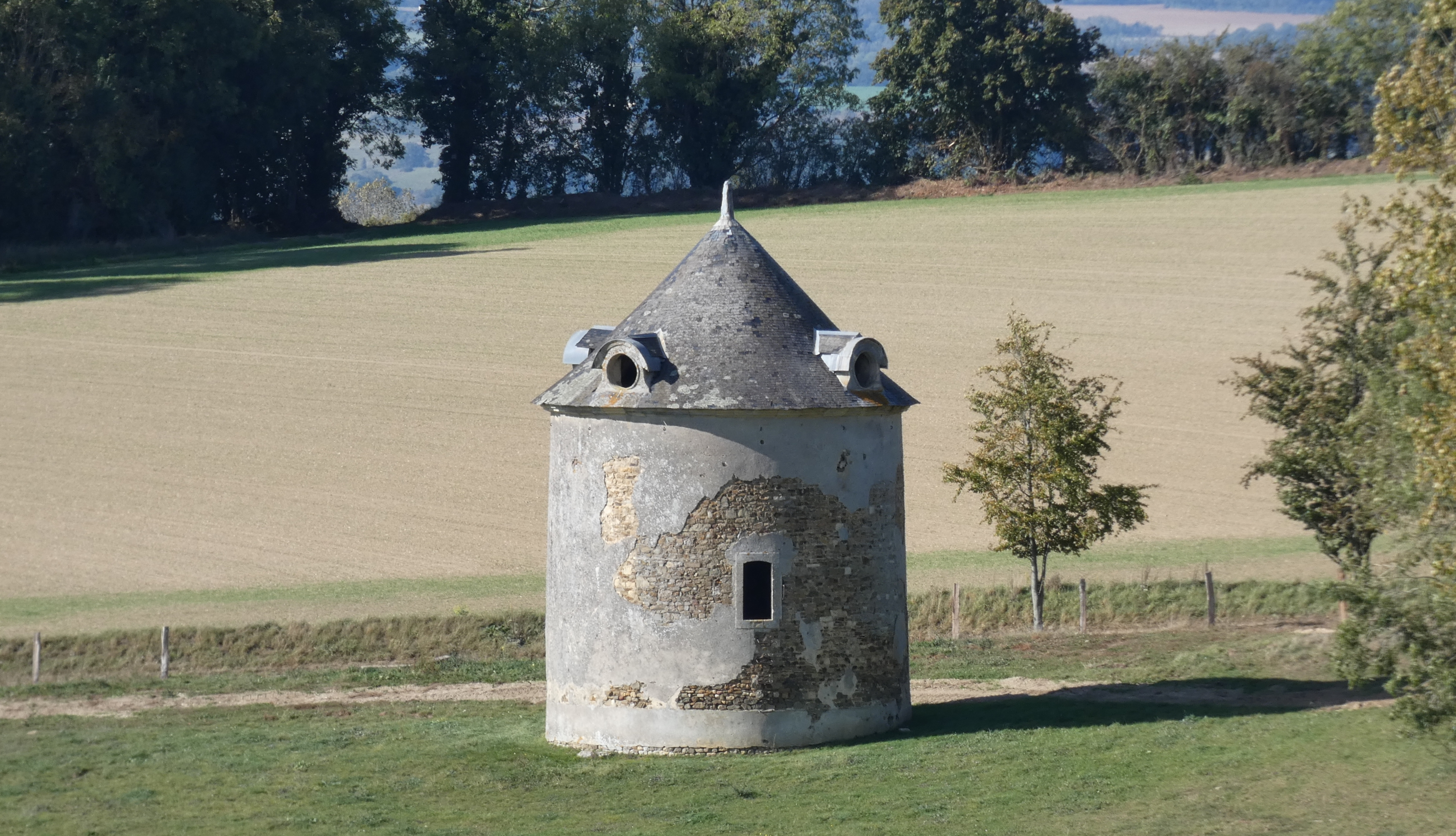
Le colombier du manoir.

## Personnalités liées à la commune
- Richard Prentout (1889-1976 à Donnay), homme politique.